# Computador de vàlvules

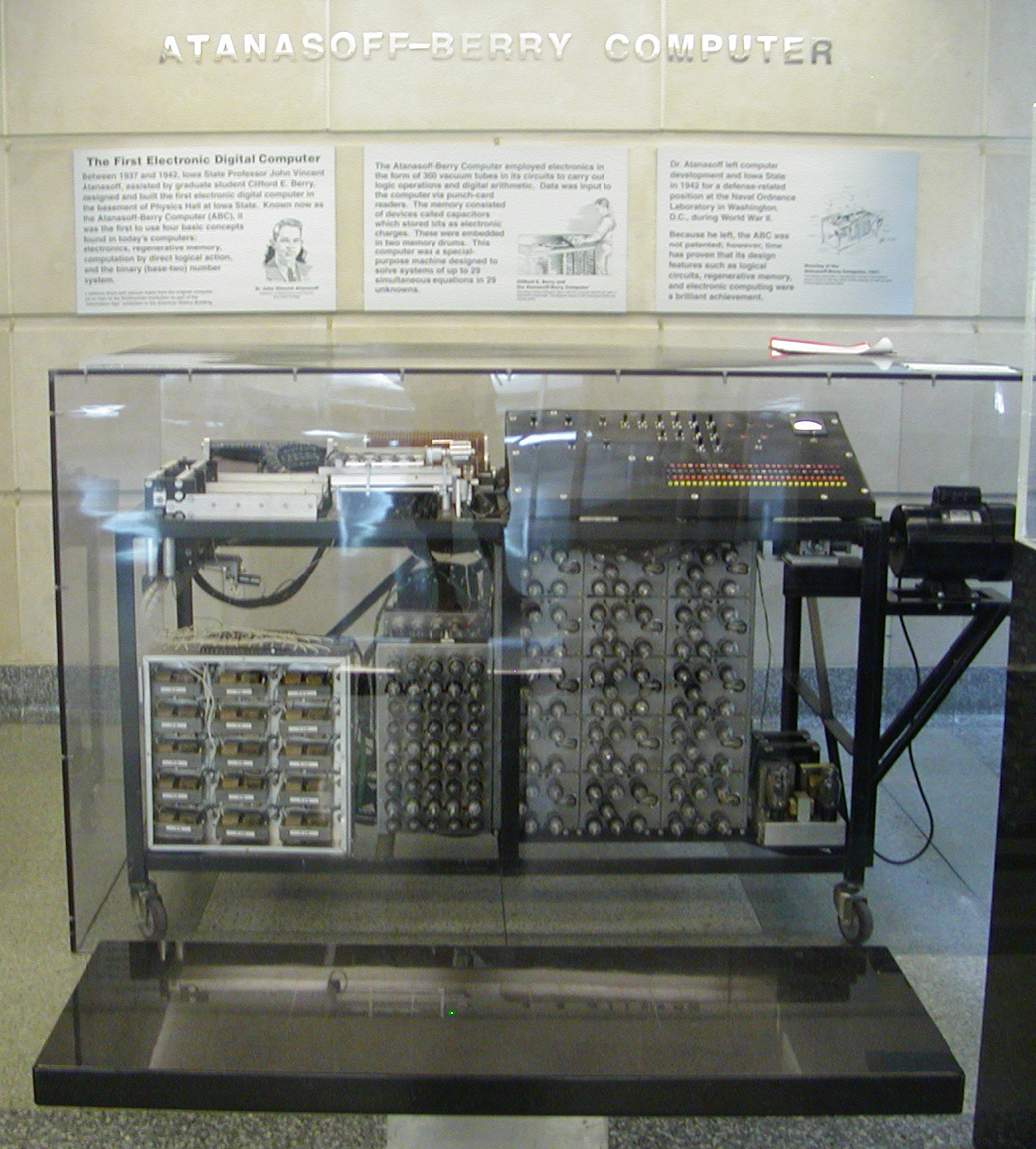
Rèplica del computador Atanasoff–Berry de la Universitat Estatal d'Iowa

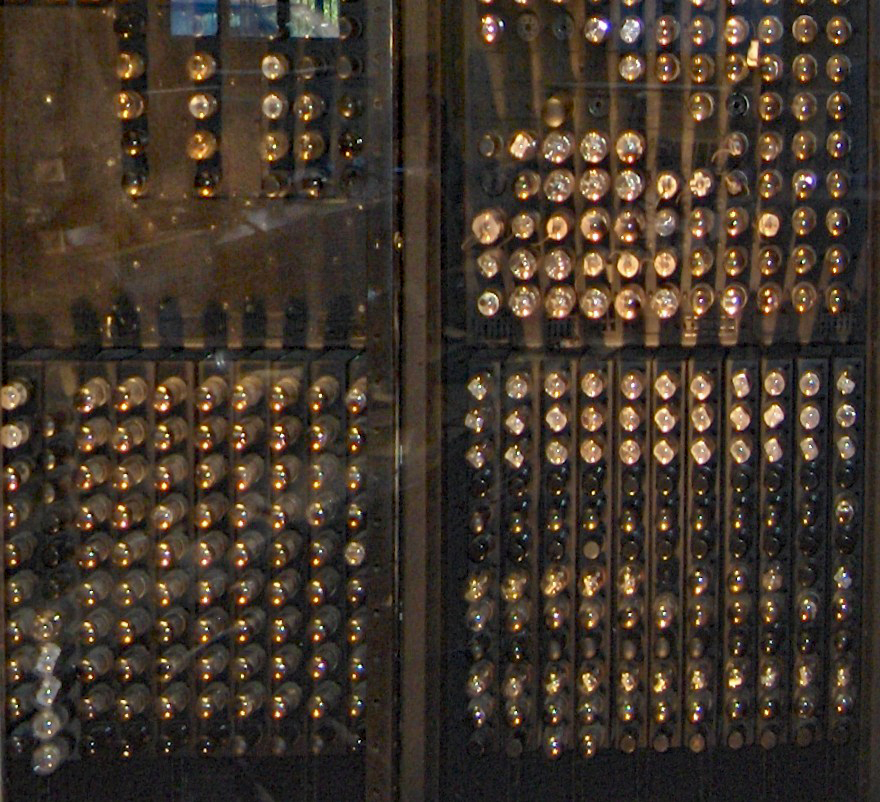
Computadora ENIAC de 1946 utilitzava 17.468 vàlvules

Un computador de vàlvules o computador de tubs de buit, també anomenat computador de primera generació, és un computador que utilitza vàlvules per als circuits lògics. Encara que van ser substituïts per computadors transistoritzats de segona generació, els computadors de vàlvules es van continuar construint fins als anys seixanta. Aquests computadors eren en la seva majoria dissenys únics.

## Desenvolupament
L'ús d'amplificadors de vàlvules acoblats per produir un tren d'impulsos va ser descrit per Eccles i Jordan el 1918. Aquest circuit seria la base del flip-flop, un circuit amb dos estats que es va convertir en l'element fonamental dels computadors digitals binaris electrònics.
El computador Atanasoff-Berry, un prototip del qual es va demostrar per primera vegada el 1939, ara s'acredita com el primer computador amb vàlvules de buit. Tanmateix, no era un computador de propòsit general, ja que només podia resoldre un sistema d'equacions lineals, i tampoc era del tot fiable.

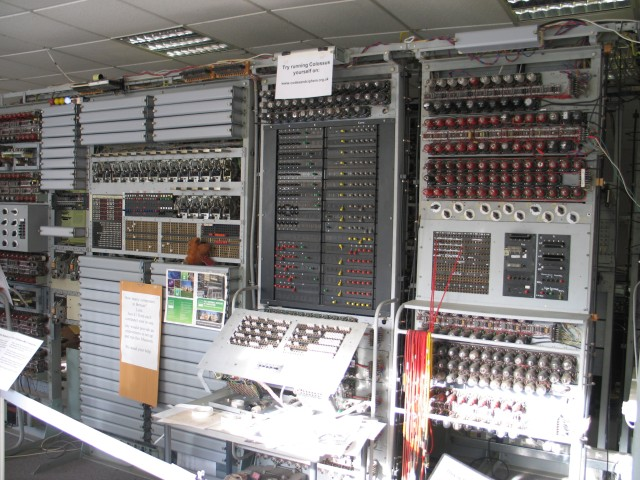
Computador Colossus a Bletchley Park

Durant la Segona Guerra Mundial, es van utilitzar computadors digitals de vàlvules de propòsit especial, com ara el Colossus, per trencar els xifratges alemanys i japonesos. La intel·ligència militar recollida per aquests sistemes va ser essencial per a l'esforç de guerra dels aliats. Cada Colossus utilitzava entre 1.600 i 2.400 vàlvules de buit. L'existència de la màquina es va mantenir en secret, i el públic desconeixia la seva existència i aplicació fins als anys setanta.
També durant la guerra, Konrad Zuse estava desenvolupant computadors binaris electromecànics. L'establishment militar alemany durant la guerra no va prioritzar el desenvolupament informàtic. El 1942 es va desenvolupar un circuit informàtic electrònic experimental amb uns 100 vàlvules, però destruït en un atac aeri.
Als Estats Units es va començar a treballar amb el computador ENIAC a finals de la Segona Guerra Mundial. La màquina es va acabar l'any 1945. Encara que una aplicació que va motivar el seu desenvolupament va ser la producció de taules de tir per a l'artilleria, un dels primers usos de l'ENIAC va ser realitzar càlculs relacionats amb el desenvolupament d'una bomba d'hidrogen. L'ENIAC es va programar amb connectors i interruptors en lloc d'un programa emmagatzemat electrònicament. Una sèrie de conferències de postguerra que revelava el disseny de l'ENIAC, i un informe de John von Neumann sobre un successor previsible de l'ENIAC, First Draft of a Report on the EDVAC, es van distribuir àmpliament i van influir en el disseny del buit de postguerra. -computadors de tub.
El Ferranti Mark 1 (1951) es considera el primer computador comercial de tubs de buit. El primer computador produït en massa va ser l'IBM 650 (1953).

## Disseny
La tecnologia del tub de buit requeria una gran quantitat d'electricitat. El computador ENIAC (1946) tenia més de 17.000 vàlvules i de mitjana, patia una fallada d'algun tub cada dos dies (a sobre, es trigava uns 15 minuts en localitzar). En funcionament l'ENIAC en consumia 150 quilowatts de potència, dels quals 80 quilowatts es van utilitzar per als filaments de les vàlvules, 45 quilowatts per a les fonts d'alimentació de CC, 20 quilowatts per als ventiladors de refrigeració i 5 quilowatts per als equips auxiliars de targetes perforades.

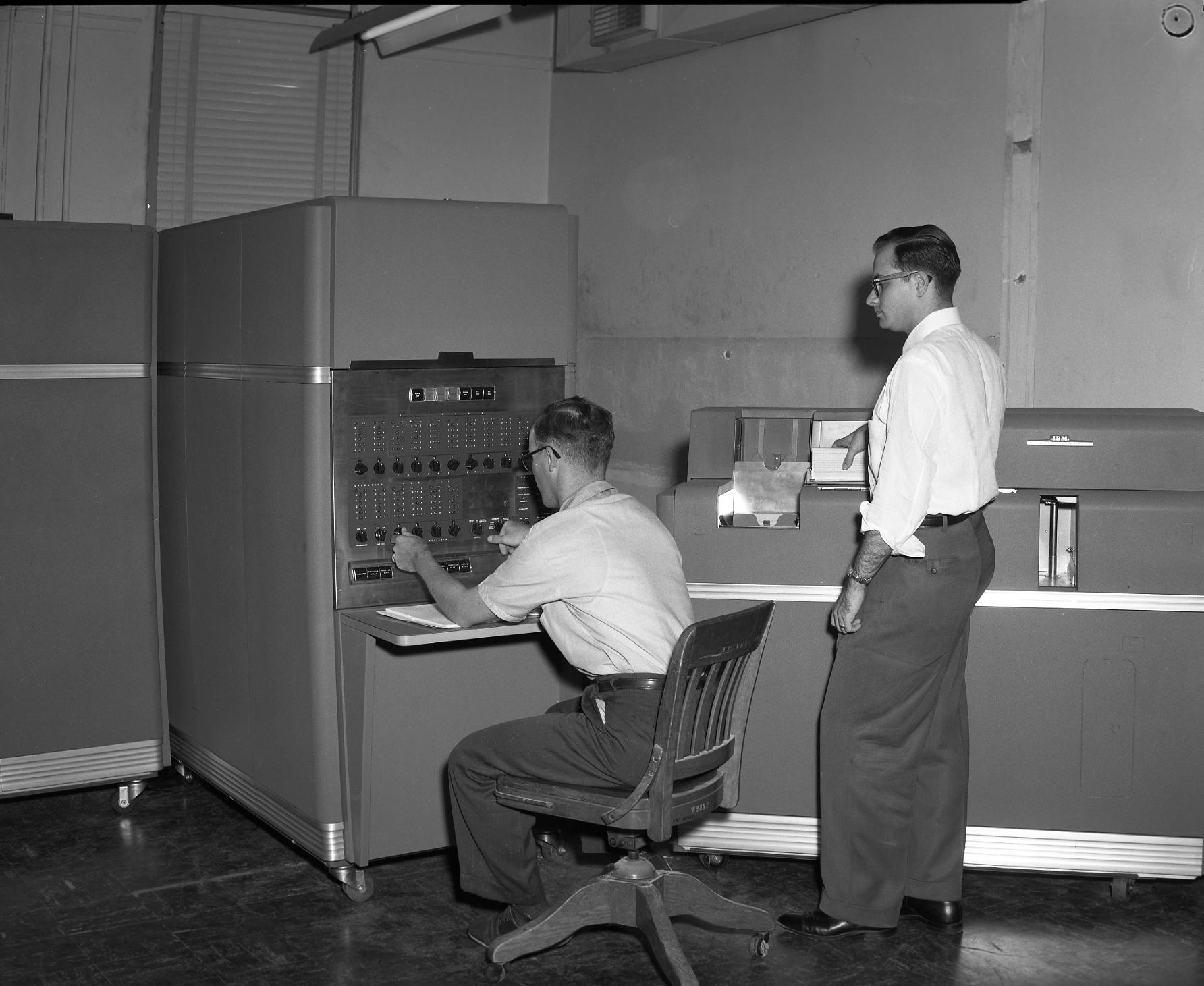
Un IBM 650 a la Texas A&M University

Com que la fallada de qualsevol dels milers de vàlvules d'un computador podia provocar errors, la fiabilitat del tub era de gran importància. Es van construir vàlvules de qualitat especial per al servei informàtic, amb els estàndards més alts de materials, inspecció i proves que les vàlvules dels receptors de ràdio estàndard.

### Enverinament del càtode
Un efecte de l'operació digital que rarament apareixia en circuits analògics va ser l'enverinament del càtode, ja que les vàlvules que funcionen durant intervals prolongats sense corrent de placa desenvolupen una capa d'alta resistivitat als càtodes, reduint el guany del tub. Es necessitaven materials especialment seleccionats per als vàlvules de computador per evitar aquest efecte. Per evitar les tensions mecàniques associades a l'escalfament dles vàlvules a la temperatura de funcionament, sovint els escalfadors de vàlvules tenien la seva tensió de funcionament completa aplicada lentament, durant un minut o més, per evitar fractures relacionades amb l'estrès dels escalfadors de càtode. L'energia de l'escalfador es podia deixar encesa durant el temps d'espera de la màquina, amb els subministraments de plaques d'alta tensió desactivats. Les proves marginals es van incorporar als subsistemes d'un computador de vàlvules; rebaixant les tensions de la placa o de l'escalfador i provant el funcionament correcte, es podien detectar components amb risc de fallada primerenca. Per regular totes les tensions de la font d'alimentació i evitar que les sobretensions i caigudes de la xarxa elèctrica afectin el funcionament del computador, es va derivar l'energia a partir d'un conjunt de motor-generador que millorava l'estabilitat i la regulació de les tensions de la xarxa elèctrica

## Tipus de circuits
Es van utilitzar dos tipus diferents de circuits lògics en la construcció dels computadors de vàlvules. El tipus "asíncron", o "directe", acoblat en corrent continu utilitzava només resistències com connexió entre portes lògiques i dins de les mateixes portes. Els nivells lògics estaven representats per dues tensions àmpliament separades. En el tipus de lògica "síncrona" o "impuls dinàmic", cada etapa estava acoblada per xarxes d'impulsos com transformadors i condensadors. Cada element lògic tenia un impuls de "rellotge" aplicat. Els estats lògics es representaven per la presència o absència d'impulsos durant cada interval de rellotge. Els dissenys asíncrons podien funcionar a més velocitat, però requerien més circuits per protegir-se de les "carreres" lògiques, ja que diferents camins lògics tenien un temps de propagació diferent des de l'entrada fins a una sortida estable. Els sistemes sincrònics evitaven aquest problema, però necessitaven circuits addicionals per distribuir un senyal de rellotge, que podia tenir diverses fases per a cada etapa de la màquina. Les etapes lògiques d'acoblament directe eren una mica sensibles a la deriva dels valors dels components o als petits corrents de fuga, però la naturalesa binària de l'operació donava als circuits un marge considerable contra el mal funcionament a causa de la deriva. Un exemple de càlcul "d'impuls" (sincrònic) va ser el MIT Whirlwind. Els computadors IAS (ILLIAC i altres) utilitzaven etapes lògiques acoblades directes i asíncrones.
Els computadors de tub utilitzaven principalment triodes i pentodes com a elements de commutació i amplificació. Almenys un tub de porta dissenyat especialment tenia dues graelles de control amb característiques similars, que li permetien implementar directament una porta AND de dues entrades. De vegades s'utilitzaven els tiratrons, com per exemple per conduir dispositius d'E/S o per simplificar el disseny d'enclavaments i registres de retenció. Sovint, els computadors de vàlvules feien un ús extensiu de díodes d'estat sòlid ("de cristall") per realitzar funcions lògiques AND i OR, i només utilitzaven vàlvules per amplificar senyals entre etapes o per construir elements com ara xancles, comptadors i registres.. Els díodes d'estat sòlid van reduir la mida i el consum d'energia de la màquina en general.

## Tecnologia de la memòria
Els primers sistemes utilitzaven una varietat de tecnologies de memòria abans d'instal·lar-se finalment en la memòria de nucli magnètic. L'computador Atanasoff-Berry de 1942 emmagatzemava valors numèrics com a nombres binaris en un tambor mecànic giratori, amb un circuit especial per refrescar aquesta memòria "dinàmica" a cada revolució. L'ENIAC en temps de guerra podia emmagatzemar 20 números, però els registres de vàlvules utilitzats eren massa cars de construir per emmagatzemar més d'uns quants números. Un computador amb programa emmagatzemat estava fora de l'abast fins que es va poder desenvolupar una forma econòmica de memòria. Maurice Wilkes va construir l'EDSAC el 1947, que tenia una memòria de línia de retard de mercuri que podia emmagatzemar 32 paraules de 17 bits cadascun. Com que la memòria de la línia de retard estava organitzada de manera inherent en sèrie, la lògica de la màquina també era en sèrie de bits.

### Línia de retard
La memòria de línia de retard de Mercury va ser utilitzada per J. Presper Eckert a l'EDVAC i UNIVAC I. Eckert i John Mauchly van rebre una patent per a la memòria de línia retardada el 1953. Els bits d'una línia de retard s'emmagatzemen com a ones sonores al medi, que viatgen a una velocitat constant. La UNIVAC I (1951) va utilitzar set unitats de memòria, cadascuna conté 18 columnes de mercuri, emmagatzemant 120 bits cadascun. Això va proporcionar una memòria de 1000 paraules de 12 caràcters amb un temps d'accés mitjà de 300 microsegons. Aquest subsistema de memòria va formar la seva pròpia sala d'entrada.

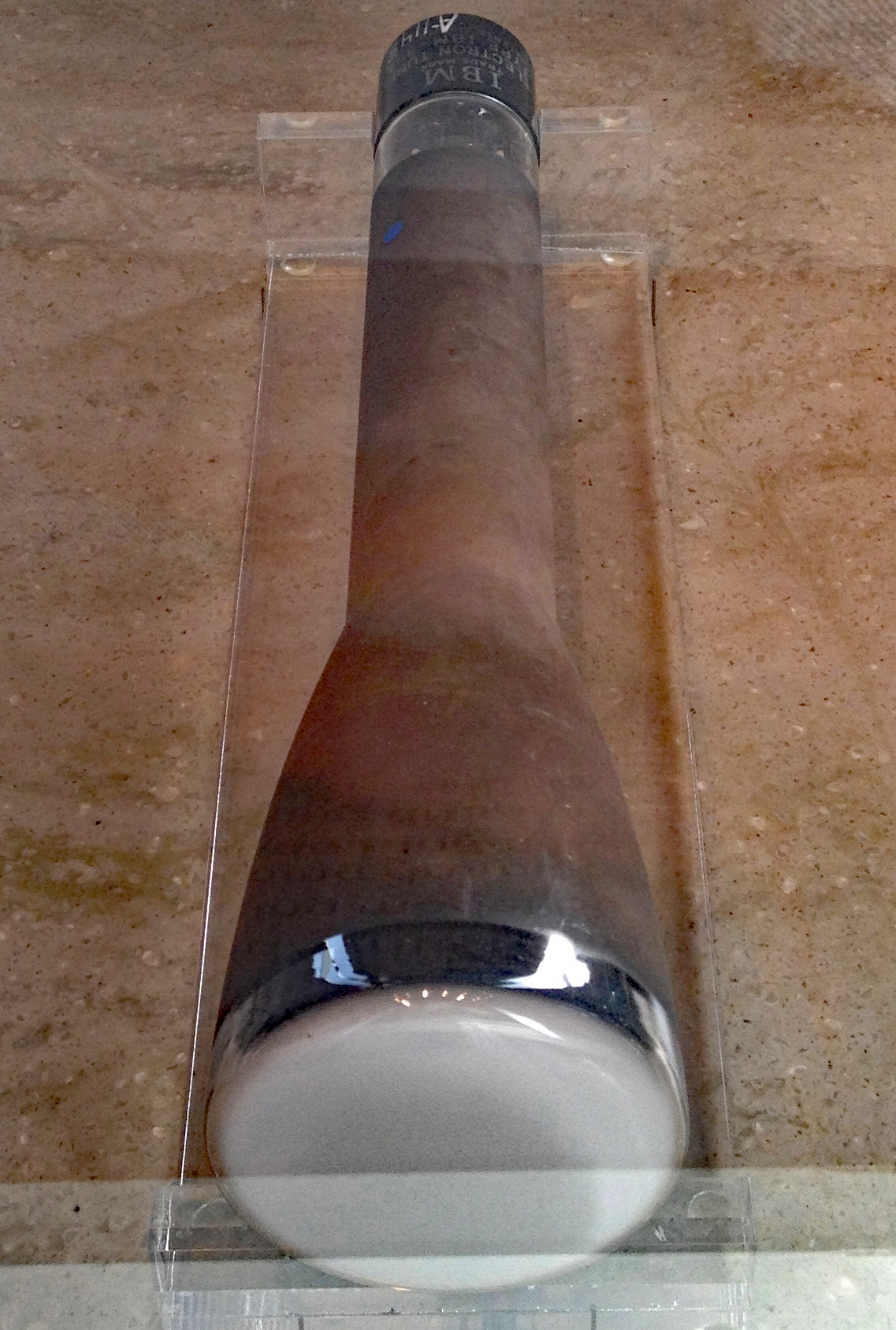
Tub Williams d'un IBM 701 al Museu d'Història de la Computació

### Tub Williams
Els Tubs Williams van ser el primer dispositiu de memòria d'accés aleatori veritable. El tub de Williams mostra una quadrícula de punts en un tub de raigs catòdics (CRT), creant una petita càrrega d'electricitat estàtica sobre cada punt. La càrrega a la ubicació de cadascun dels punts es llegeix per una fina làmina metàl·lica just davant de la pantalla. Frederic Calland Williams i Tom Kilburn van sol·licitar patents per al tub Williams el 1946. El tub Williams era molt més ràpid que la línia de retard, però patia problemes de fiabilitat. L' UNIVAC 1103 utilitzava 36 Tubs Williams amb una capacitat de 1024 bits cadascun, donant una memòria d'accés aleatori total de 1024 paraules de 36 bits cadascun. El temps d'accés per a la memòria del tub Williams a l'IBM 701 va ser de 30 microsegons.

### Memòria de tambor
La memòria de tambor magnètic va ser inventada l'any 1932 per Gustav Tauschek a Àustria. Un tambor condament recobert amb un material de gravació ferromagnètic. La majoria dels tambors tenien una o més files de capçals de lectura i escriptura fixes al llarg de l'eix llarg del tambor per a cada pista. El controlador del tambor va seleccionar el capçal adequat i va esperar que les dades apareguessin a sota mentre girava el tambor. L'IBM 650 tenia una memòria de tambor de 1000 a 4000 paraules de 10 dígits amb un temps d'accés mitjà de 2,5 mil·lisegons, consistia en un gran cilindre metàl·lic que girava a alta velocitat.

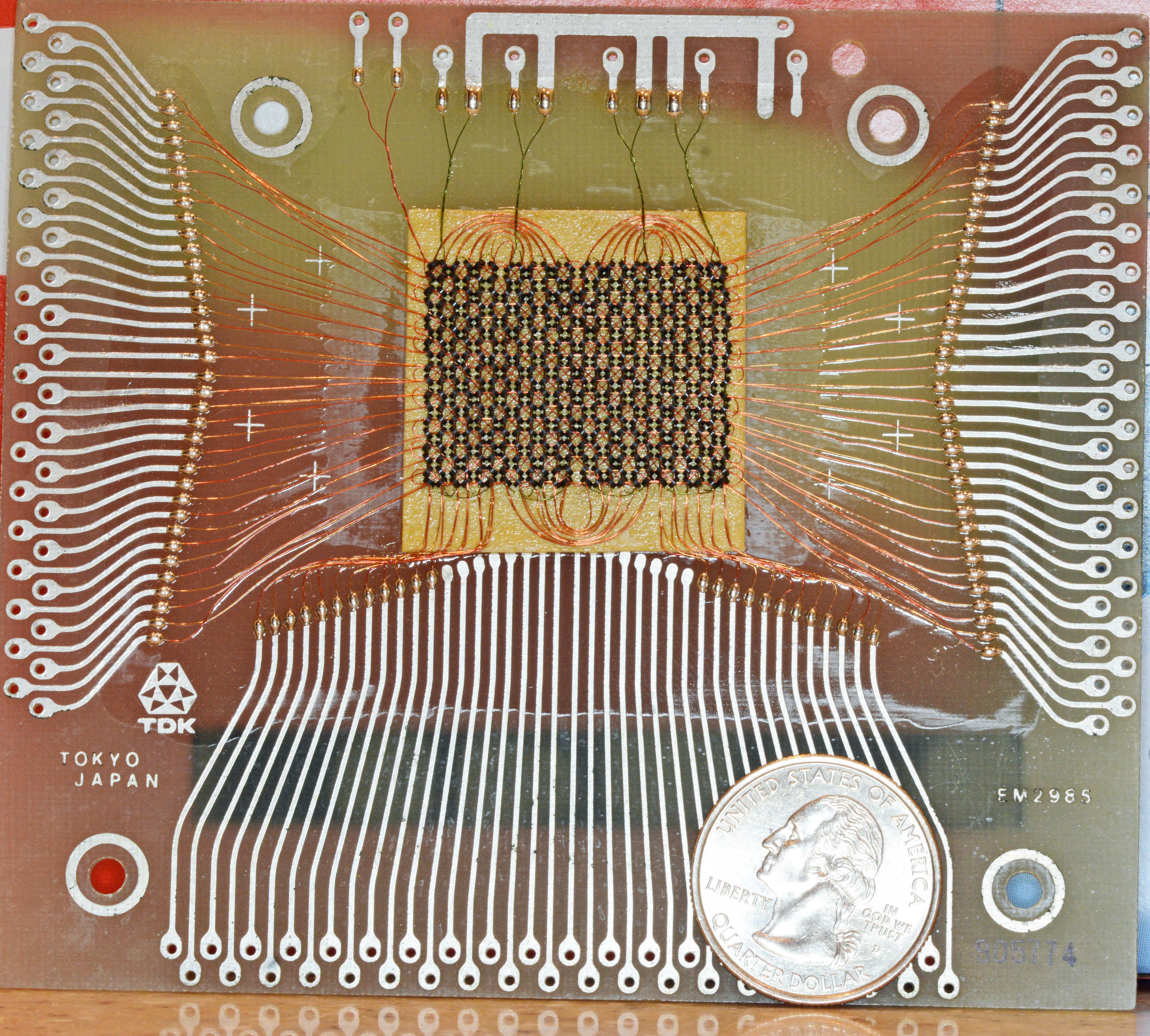
Memòria de nucli magnètic, 18×24 bits, amb un quart dels EUA

### Memòria de tors
La memòria de nucli magnètic va ser patentada per An Wang el 1951. El nucli utilitza petits nuclis d'anell magnètic, a través dels quals s'hi enfilen cables per escriure i llegir informació. Cada nucli representa un bit d'informació. Els nuclis es poden magnetitzar de dues maneres diferents (en sentit horari o antihorari), i el bit emmagatzemat en un nucli és zero o un, depenent de la direcció de magnetització d'aquest nucli. Els cables permeten establir un nucli individual a un o a zero i canviar la seva magnetització enviant impulsos de corrent elèctric adequats a través dels cables seleccionats. La memòria bàsica oferia un accés aleatori i una major velocitat, a més d'una fiabilitat molt més gran. Ràpidament es va utilitzar en computadors com el MIT/IBM Whirlwind, on es van instal·lar 1024 paraules inicials de memòria de 16 bits en substitució dels Tubs Williams. De la mateixa manera, l' UNIVAC 1103 es va actualitzar al 1103A el 1956, amb la memòria del nucli substituint les Tubs Williams. La memòria central utilitzada al 1103 tenia un temps d'accés de 10 microsegons.